# Васіт (провінція)
Васіт (араб. الوسيط) — провінція на сході Іраку, межує з Іраном.

## Історія
У провінції Васіт після початку Іракської війни знаходився і воював український миротворчий контингент. Базовий табір «Зулу» знаходився неподалік м. Ес-Сувейра.